# آن سه-بوک
آن سه-بوک (انگلیسی: An Se-bok; ۲۹ اکتبر ۱۹۴۶) بازیکن فوتبال اهل کره شمالی بود.
از باشگاه‌هایی که در آن بازی کرده‌است می‌توان به باشگاه ورزشی آمنوکگانگ اشاره کرد.
وی همچنین در تیم ملی فوتبال کره شمالی بازی کرده‌است.